# Ерта Паскаль Труійо
Ерта Паскаль Труійо (нар. 13 серпня 1943) — гаїтянська політична діячка, тимчасовий президент Гаїті упродовж 11 місяців у 1990—1991 роках. Стала першою жінкою в історії держави, яка зайняла цю посаду.

## Життєпис

### Ранні роки
Її батько, Тімоль, був металургом та помер, коли вона була ще молодою. Її мати, Луїза, була швачкою та вишивальницею. Ерта була дев'ятою з десятьох дітей у родині. Коли їй виповнилось 10 років, вона разом з одним із братів поїхала навчатись до ліцею Франсуа Дювальє, де й зустріла свого майбутнього чоловіка, Ернста Труійо, який був на 21 рік за неї старший. 1971 року здобула ступінь доктора права, ставши першою жінкою-правником у країні. З 1975 до 1988 року займала різні посади в гаїтянських федеральних судах, поки не стала першою жінкою-суддею Верховного суду.

### На посту президента
Паскаль Труійо обіймала посаду голови Верховного суду, коли в результаті повстання проти уряду Проспера Авріля її було призначено на пост глави держави. Владу в країні їй добровільно передав генерал Ерар Абрахам, який обіймав посаду президента упродовж трьох днів. Як тимчасового президента її завдання полягало в координуванні процесу переходу до демократичного правління в країні. Вона спостерігала за першими по-справжньому вільними виборами, що відбулись 16 грудня 1990 року. Перемогу у виборах здобув Жан-Бертран Аристид, набравши 67 % голосів виборців.
6 січня 1991 року стався переворот, який очолив Роже Лафонтан, лідер тонтон-макутів часів правління Жана-Клода Дювальє. Він захопив Ерту Труійо та проголосив себе президентом. Після виходу на вулиці великої кількості прихильників Аристида Лафонтан спробував оголосити в країні воєнний стан, проте армія його не підтримала.

### Після президентства
Аристид звинуватив Паскаль Труійо в співучасті у січневому перевороті. Її було звільнено наступного дня після втручання Сполучених Штатів. Влада США зажадала також, щоб було знято заборону на її виїзд з країни. Ерта невдовзі залишила країну, проте за рік повернулась на батьківщину. Нині працює над укладанням Біографічної енциклопедії Гаїті.